# Конверсия культуры
Конверсия культуры — диагностический критерий, определяющий момент, после которого образцы мокроты, взятые у пациента больного туберкулёзом, больше не приводят к образованию колоний при высеве на твёрдую среду. Конверсия культуры и негативация мокроты служат положительными прогностическими свидетельствами того, что пациент вылечился или выздоравливает от туберкулёза.